# 2021 w sztukach plastycznych
Wydarzenia w sztukach plastycznych i wizualnych w 2021 roku.

## Wydarzenia
- Paryski Łuk Triumfalny został całkowicie opakowany w ramach pośmiertnej instalacji Christo L’Arc de Triomphe, Wrapped[1]
- Obraz Ewy Juszkiewicz Dziewczyna w błękicie został wylicytowany za 3 mln złotych w nowojorskim domu aukcyjnym Phillips[2]
- Odbyła się 20. edycja konkursu Artystyczna Podróż Hestii[3]

## Malarstwo
- Maciej Świeszewski

Lech - olej na płótnie, 40x40 cm, w kolekcji Muzeum Gdańska

## Nagrody
- Nagroda im. Jana Cybisa – Janusz Lewandowski[5]

## Zmarli
- 19 lutego – Arturo Di Modica (ur. 1941), włoski rzeźbiarz, twórca rzeźby „Charging Bull”
- 14 lipca – Christian Boltanski (ur. 1944), francuski artysta intermedialny